# Roche-à-Bateau (kommun)
Roche-à-Bateau är en kommun i Haiti.   Den ligger i departementet Sud, i den sydvästra delen av landet, 180 km väster om huvudstaden Port-au-Prince.